# Benedetto Benedetti (vescovo)
Benedetto Benedetti anche de Benedetti (... – 1636) è stato un vescovo cattolico italiano.

## Biografia
Di famiglia patrizia, fu eletto vescovo di Caorle il 18 agosto 1609.
Non si conosce molto della sua carriera ecclesiastica. Come vescovo di Caorle consacrò la chiesa della certosa di Vedana il 25 agosto 1619 e la chiesa di San Mansueto di Mansuè il 27 luglio 1625 (dopo imponenti restauri). Inoltre consacrò un altare nella chiesa di San Zenone di Aviano il 9 luglio 1615.
È particolarmente ricordato nelle cronache per aver cercato di regolamentare le tradizioni religiose, infatti è stato rinvenuto un atto del 3 maggio 1618 a riguardo della processione del venerdì santo, che ancora al giorno d'oggi si svolge a Caorle.
Alcune delle sue decisioni, tuttavia, causarono un contenzioso con i cittadini, e specialmente con il capitolo della cattedrale che dovette essere risolta davanti al patriarca di Venezia Francesco Vendramin e al successore di questi, Giovanni Tiepolo. Secondo il Musolino, la controversia si concluse con lo scioglimento del capitolo da una parte e con la rinuncia del vescovo Benedetti, nel 1629, il quale morì nel 1636.
Su questo concorda anche l'Ughelli, il quale, pur segnalando la data della morte nel 1636, aggiunge, citando in questo l'Italia Sacra di Giulio Ambrogio Lucenzio del 1704: 
(Ferdinando Ughelli, Italia sacra sive de episcopis Italiæ, et insularum adjacentium, 1720, apud Sebastianus Coleti, Venezia)
Questo spiegherebbe le discordanze con altre fonti, quali il Bottani o il Tentori.